# Balai (Air Hangat)
Balai is een bestuurslaag in het regentschap Kerinci van de provincie Jambi, Indonesië. Balai telt 653 inwoners (volkstelling 2010).